# Parramatta Power
Parramatta Power war eine australische Fußballmannschaft aus Parramatta City im Westen von Sydney. Der Verein wurde 1999 vom Parramatta Leagues Club, zu welchem das traditionsreiche  Rugby-League-Team Parramatta Eels gehört, ins Leben gerufen.
Die Mannschaft gehörte von der Saison 1999/2000 bis zur Auflösung der Liga 2004 der National Soccer League (NSL) an. 2003/04 war die Mannschaft australischer Vizemeister hinter Perth Glory. Nach der Einführung der A-League als neuer höchster Spielklasse in Australien, bei der Parramatta  keine Berücksichtigung fand, wurde der Klub schließlich wegen mangelnder finanzieller Bestandsfähigkeit aufgelöst. Zu den Trainern des Vereins gehörte auch der gebürtige Deutsche ehemalige Nationalspieler Australiens Manfred Schaefer.

## Bekannte Spieler
| - Michael Beauchamp - Milan Blagojevic - Clint Bolton - Mark Bridge - Simon Colosimo - Travis Dodd - Andrew Durante - Ahmad Elrich |  | - Steve Fitzsimmons - Joel Griffiths - Mile Sterjovski - Alex Tobin - Danny Vukovic - Jacob Burns - Sašo Petrovski - Ante Milicic - Paul O’Grady |  | - André Gumprecht (2003–2004) - Fernando Rech - David Lee - Wayne O’Sullivan - Joe Miller |